# Campo del Ghetto Novo
Le Campo del Ghetto Novo est un campo vénitien situé dans le quartier Cannaregio de Venise, qui abritait les Juifs résidant dans le Ghetto, leurs synagogues et leurs activités commerciales. Elle est la place principale du Ghetto.

## Histoire et description

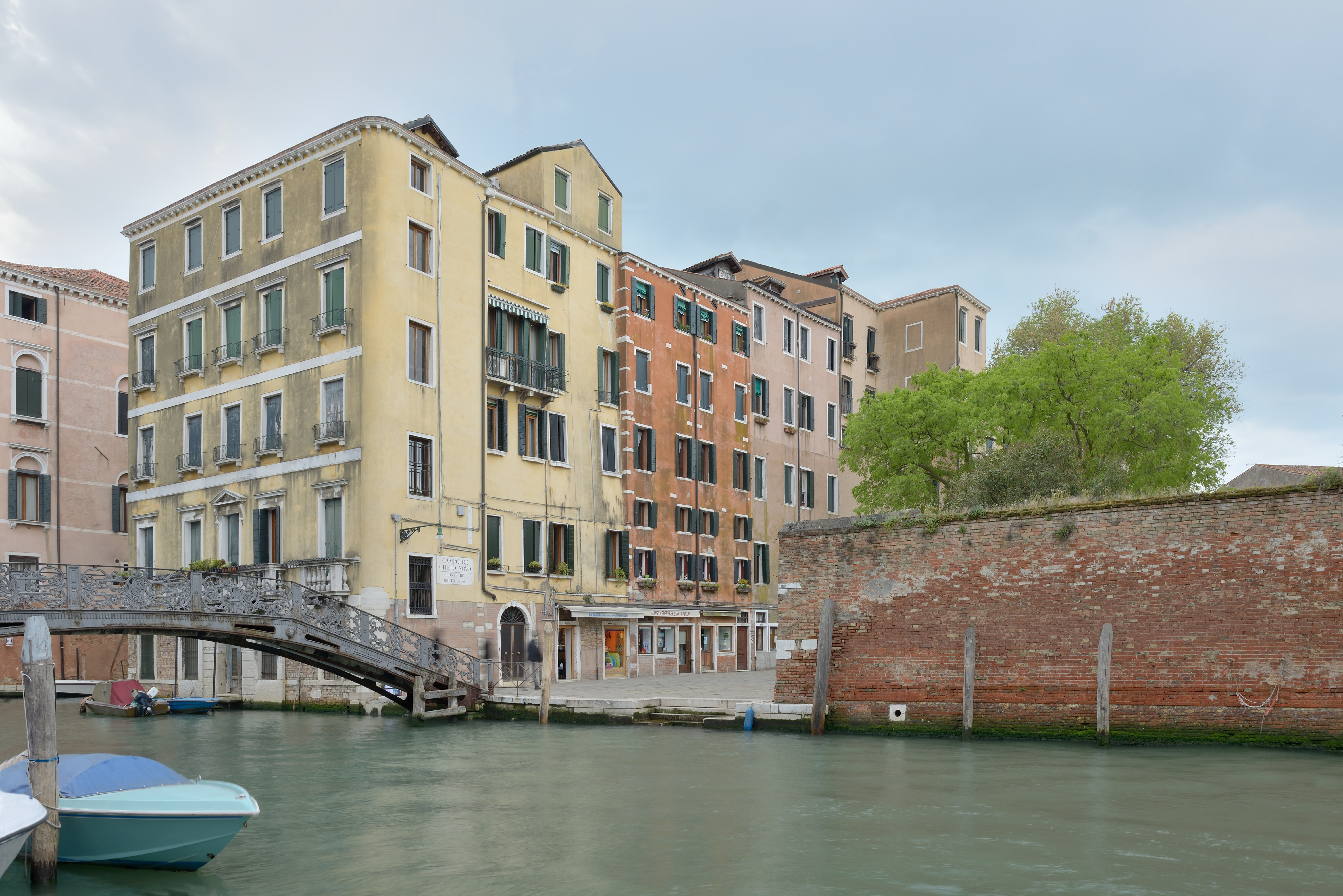
Palazzo del Ghetto Nuovo et Ponte de Gheto Novo sur le Rio de San Gerolamo à Cannaregio.

Ne pouvant s'étendre au-delà des frontières, afin d'élargir les possibilités d'accueil, il fallait augmenter le nombre d'étages des bâtiments, grimpant cependant assez peu en hauteur. Parmi les lieux juifs qui la bordent : 
- La Schola grande Tedesca (1528)
- La Schola Canton (1532)
- La Schola Levantina (1538)
- La Scola Spagnola (Synagogue espagnole de Venise, 1555, restaurée en 1635 par Longhena)
- La Scola Italiana (1575)

On y trouve aussi un Monument de la Shoah et un Vera da pozzo.

## Manifestations
L'espace urbain particulier du Campo s'est prêté, au fil du temps, à être utilisé pour divers événements et spectacles, liés au cinéma et à la danse,.